# Татебаяси
Татебаяси (яп. 館林市 Татэбаяси-си) — город в Японии, находящийся в префектуре Гумма. Площадь города составляет 60,98 км², население — 78 187 человек (1 июля 2014), плотность населения — 1282,17 чел./км².

## Географическое положение
Город расположен на острове Хонсю в префектуре Гумма региона Канто. С ним граничат города Асикага, Сано и посёлки Ора, Тиёда, Мейва, Итакура.

## Население
Население города составляет 78 187 человек (1 июля 2014), а плотность — 1282,17 чел./км². Изменение численности населения с 1980 по 2005 годы:
| 1980 | 70 245 чел. |  |
| 1985 | 75 141 чел. |  |
| 1990 | 76 221 чел. |  |
| 1995 | 76 857 чел. |  |
| 2000 | 79 371 чел. |  |
| 2005 | 79 454 чел. |  |

## Символика
Деревом города считается Pinus thunbergii, цветком — Rhododendron kaempferi, птицей — чёрная кряква.